# Lompenvissen
Icosteidae (Lompenvissen) zijn een familie van straalvinnige vissen uit de orde van Baarsachtigen (Perciformes).

## Geslacht
- Icosteus Lockington, 1880